# Cinquième concile du Latran
Le cinquième concile du Latran se tient du 3 mai 1512 au 16 mars 1517 dans la basilique Saint-Jean de Latran, à Rome. Au terme de douze sessions, le concile condamne le concile schismatique de Pise suscité par Louis XII de France, soumet la parution des livres imprimés à l'autorité de l'Église et réforme la Curie romaine et le clergé.
Le Ve concile du Latran est convoqué par Jules II (1503–1513) pour faire pièce à celui de Pise, tenu en 1511 sur l'initiative de Louis XII, soutenu par l'Empereur. Il rassemble 431 Pères conciliaires au cours des différentes sessions, ceux de Pise finissant par se rallier à celui du Latran en 1513. Au total, plus d'un tiers des participants représente un diocèse non italien. Pour éviter toute querelle sur l'autorité respective du concile et du pape, le concile accepte que ses décrets affectent la forme de bulles pontificales.

## Ouverture du concile

Bulla monitorii et declarationis.

L'ouverture du Ve concile du Latran, le 3 mai 1512, en présence de 15 cardinaux et de 75 évêques, fut marquée par le sermon prononcé par Gilles de Viterbe, supérieur général de l'ordre des Ermites de saint Augustin.

## Apport doctrinal
Sur le plan doctrinal, le concile reconnaît l'imprimerie comme un don de Dieu, mais soumet, sous peine d'excommunication, la parution des textes imprimés à l'autorité du pape, des évêques et de l'Inquisition. Ce régime de censure se traduira en 1559 par la création de l'Index. Le concile condamne également les thèses de la mortalité de l'âme et de l'existence d'une âme unique commune à tous les êtres humains. Bien qu'il ne soit pas nommé, est visé par cette condamnation Pietro Pomponazzi, professeur à l'université de Padoue, qui prétend sur la foi d'Aristote que l'immortalité de l'âme ne peut être démontrée et qu'il ne s'agit donc que d'un article de foi. Le concile affirme de nouveau que la philosophie ne peut être autonome par rapport à la foi.

## Apport disciplinaire
Sur le plan disciplinaire, le concile entame une timide réforme de la Curie romaine. Reprenant la bulle de Jules II Cum tam divino (1505) il déclare « nulle et non avenue » toute élection papale entachée de simonie, rappelle les cardinaux à leurs devoirs et tente de limiter les tarifs pratiqués par la Curie. En ce qui concerne le clergé, il fixe de nouveau un âge minimal pour les évêques (30 ans), interdit la commende, le cumul de bénéfices, et restreint certaines exemptions. Cependant, le concile ratifie également le concordat de Bologne, signé le 18 août 1516, concordat qui fonde le gallicanisme.
Sur le plan pastoral, le concile récuse les accusations d'usure pesant sur les monts-de-piété (montes pietatis). Il soumet enfin tous les prédicateurs (religieux compris) à l'autorité de l'ordinaire et dénonce les discours apocalyptiques.

Cristoforo Marcello, In quarta Lateranensis Concilii sessione habita oratio, 1513

## Politique
L'organisation d'une croisade des États chrétiens contre l'expansion de l'Empire ottoman était une question récurrente depuis 1453. Plusieurs papes, Nicolas V, Calixte III, Pie II, Pie III, Innocent VIII, Alexandre VI, et enfin Jules II avaient lancé sans grand succès des appels en ce sens. Le concile de Latran devait s'en préoccuper lors de sa huitième session en décembre 1513, et « la bulle de Léon X Postquam ad universalis [exhorta] à nouveau les princes et les rois à préparer une guerre sainte contre les Turcs ».